# Роговское (поселение, Москва)
Поселе́ние Ро́говское — бывшее поселение (муниципальное образование и административная единица) в составе Троицкого административного округа города Москвы; самая удалённая от центра административная единица города, граничившая с Калужской областью. Административный центр — посёлок Рогово. Согласно проекту расширения территории Москвы, с 1 июля 2012 года передано в состав города из Подольского района Московской области. Упразднено 8 мая 2024 года в процессе административно-территориальной реформы ТиНАО. Правопреемником поселения Роговское являются органы местного самоуправления и управа района Вороново.
До 2024 года: Глава администрации Тавлеев Александр Владимирович, Глава поселения и Председатель Совета депутатов Вдовина Ольга Александровна.
По принятому в 2024 году закону города поселение преобразуется, его территория отходит муниципальному округу Вороново . Администрация муниципального образования Роговское ликвидируется, срок работы ликвидационной комиссии установлен с 17 сентября 2024 года по 15 марта 2025 года.

## Географические данные
Общая площадь — 178,23 км².
Муниципальное образование находится в южной части Троицкого административного округа города и граничит с:
- Жуковским районом Калужской области (на западе);
- Наро-Фоминским городским округом Московской области (на северо-западе);
- поселением Вороновское Троицкого административного округа Москвы (на северо-востоке);
- Чеховским городским округом Московской области (на юге и востоке).

Климат в поселении — умеренно континентальный, формирующийся за счёт приходящего с запада влажного воздуха Атлантики. Лето тёплое, зима умеренно-холодная с устойчивым снежным покровом.
По территории поселения протекают несколько рек, в том числе Десенка, Черничка.

## Население
| 2010  | 2012  | 2013  | 2014  | 2015  | 2016  | 2017  | 2018  | 2019  | 2020  |
| ----- | ----- | ----- | ----- | ----- | ----- | ----- | ----- | ----- | ----- |
| 2613  | ↗2692 | ↗2801 | ↗2815 | ↗2849 | ↗2896 | ↗2919 | ↗3408 | ↗3915 | ↗4096 |
| 2021  | 2023  | 2024  |       |       |       |       |       |       |       |
| ↗6207 | ↗6478 | ↗6688 |       |       |       |       |       |       |       |

### Национальный состав
По итогам переписи населения 2020 года проживали следующие национальности (национальности менее 0,1 % и другое, см. в сноске к строке «Другие»):
| Национальность | Численность, чел. | Доля     |
| -------------- | ----------------- | -------- |
| Русские        | 5460              | 87,97 %  |
| Ингуши         | 115               | 1,85 %   |
| Украинцы       | 77                | 1,24 %   |
| Таджики        | 65                | 1,05 %   |
| Узбеки         | 61                | 0,98 %   |
| Мордва         | 45                | 0,72 %   |
| Татары         | 20                | 0,32 %   |
| Корейцы        | 17                | 0,27 %   |
| Чеченцы        | 15                | 0,24 %   |
| Чуваши         | 14                | 0,23 %   |
| Армяне         | 12                | 0,19 %   |
| Башкиры        | 10                | 0,16 %   |
| Молдаване      | 9                 | 0,14 %   |
| Киргизы        | 7                 | 0,11 %   |
| Казахи         | 7                 | 0,11 %   |
| Другие         | 273               | 4,42 %   |
| Итого          | 6207              | 100,00 % |

## Состав поселения
| №  | Населённый пункт | Тип населённого пункта          | Население |
| -- | ---------------- | ------------------------------- | --------- |
| 1  | Богородское      | деревня                         | ↗9        |
| 2  | Бунчиха          | деревня                         | ↗98       |
| 3  | Васюнино         | деревня                         | ↗73       |
| 4  | Горнево          | деревня                         | ↗4        |
| 5  | Дмитровка        | деревня                         | →1        |
| 6  | Ильино           | деревня                         | ↘45       |
| 7  | Каменка          | деревня                         | ↗151      |
| 8  | Клёновка         | деревня                         | ↗19       |
| 9  | Климовка         | деревня                         | ↗6        |
| 10 | Кресты           | деревня                         | ↗148      |
| 11 | Круча            | деревня                         | ↘3        |
| 12 | Кузовлёво        | деревня                         | ↗13       |
| 13 | Лопатино         | деревня                         | →5        |
| 14 | Лыковка          | деревня                         | →1        |
| 15 | Петрово          | деревня                         | ↗8        |
| 16 | Рогово           | посёлок, административный центр | ↘1984     |
| 17 | Рождественно     | деревня                         | →2        |
| 18 | Спас-Купля       | деревня                         | ↘26       |
| 19 | Тетеринки        | деревня                         | ↗17       |

Также в состав поселения входят СНТ, ДСК, СТ.

## История
Роговский сельсовет, до 1960 года именовавшийся Кручинским, был образован после Октябрьской революции в составе Стремиловской волости Серпуховского уезда Московской губернии. В 1925 году из его состава были выделены Богородский и Рождественский сельсоветы, однако уже в 1926 году последний был возвращён. По данным Всесоюзной переписи населения 1926 года в сельсовет входили село Круча (169 жителей), деревни Горнево (178), Климовка (48), посёлки Горнево (105), Рождественский (220), погост Рождествено (13) и Андреевские хутора (3).
В 1929 году Кручинский сельсовет вошёл в состав Лопасненского района (с 1954 года — Чеховский район) образованной Московской области, при этом к нему была присоединена территория упразднённого Богородского сельсовета.
Решением Московского областного исполнительного комитета от 14 июня 1954 года № 539 и утверждающим его указом Президиума Верховного совета РСФСР от 18 июня 1954 года сельсовету была передана территория упразднённого Ильинского сельсовета, а 22 июня — селение Горнево Шараповского сельсовета.
В июне 1959 года Чеховский район, в составе которого на тот момент уже находился Кручинский сельсовет, был упразднён, а сам сельсовет передан Подольскому району Московской области.
20 августа 1960 года сельсовету была передана территория ликвидированного Васюнинского сельсовета, при этом административный центр Кручинского сельсовета был перенесён в селение Рогово, а сельсовет переименован в Роговский.
В 1963 году Подольский район был упразднён, и до начала 1965 года Роговский сельсовет находился в составе Ленинского укрупнённого сельского района, после чего был передан восстановленному Чеховскому району, но уже в мае того же года вновь вошёл в состав Подольского района.
22 января 1987 года было ликвидировано и снято с учёта селение Горнево.
Постановлением от 3 февраля 1994 года № 7/6 Московская областная дума утвердила положение о местном самоуправлении в Московской области, согласно которому сельсоветы как административно-территориальные единицы были преобразованы в сельские округа.
Муниципальное образование «Сельское поселение Роговское» в существующих границах было образовано в 2005 году в рамках реформы местного самоуправления и на основании Закона Московской области от 28 февраля 2005 года № 65/2005-ОЗ «О статусе и границах Подольского муниципального района и вновь образованных в его составе муниципальных образований». В его состав вошёл 21 населённый пункт позже упразднённого Роговского сельского округа.
Устав сельского поселения был принят 13 апреля 2006 года.
В 2006 году посёлок ВИМ «Каменка» был включён в состав деревни Каменка, а посёлок подсобного хозяйства «Марат» — в состав деревни Тетеринки.
18 августа 2011 года было объявлено, что сельское поселение планируется включить в состав Москвы в связи с расширением её границ.
С 1 июля 2012 года сельское поселение Роговское вошло в состав Троицкого административного округа «Новой Москвы», при этом из его названия было исключено слово «сельское».

## Органы местного самоуправления до 2024 года
Структуру органов местного самоуправления поселения Роговское составляют:
- Совет депутатов поселения Роговское;
- глава поселения Роговское;
- администрация поселения Роговское.

Совет депутатов поселения Роговское состоит из 10 депутатов, избираемых на муниципальных выборах на основе всеобщего равного и прямого избирательного права при тайном голосовании сроком на 5 лет.
Глава поселения и председатель Совета депутатов — Вдовина Ольга Александровна, глава поселения — Тавлеев Александр Владимирович.

## Достопримечательности
Памятники архитектуры и садово-паркового искусства поселения:
- Парк усадьбы «Бунчиха»
- Парк усадьбы «Васюнино»
- Церковь Троицы (1735)
- Усадьба «Каменка»

## Парки и общественные пространства

### Детский тематический парк «Волшебное дерево»
Детский парк «Волшебное дерево» занимает площадь в 0,4 га. Появился в посёлке Рогово в 2016 году, возле домов № 1 и № 2 по улице Школьной. Идея названия «Волшебное дерево» неслучайна. Идея парка связана с опорой на центральную дорожку, которая представляет собой волшебный «ствол» и тропинки — «веточки». На территории обустроено 3 детские игровые площадки и детская беседка в стиле русского зодчества. А в глубине парка можно встретить кованую птицу Феникс.

### «Парк сказок»
Парк благоустроен в 2021 году в посёлке Рогово, на улице Школьной д. 7-20. Здесь есть спортивная и прогулочная зоны, места тихого отдыха с беседками. Раньше здесь был пустырь. Сегодня проложены дорожки, лавочки для отдыха, фигура Змея Горыныча высотой 6 метров, декоративные панно Бабы-яги, Жар-птицы, Емели и других сказочных персонажей. Есть хоккейная коробка с трибунами, экстрим-парк, спортплощадки и детские площадки.